# غريغ ليمان
غريغ ليمان (بالإنجليزية: Greg Lyman)‏ هو متزلج سريع أمريكي، ولد في 9 مارس 1950 في غاري في الولايات المتحدة.

## وصلات خارجية
- غريغ ليمان على موقع أوليمبيديا (الإنجليزية)